# Boksen op de Olympische Zomerspelen 1904
Boksen is een van de sporten die beoefend werden tijdens de Olympische Zomerspelen 1904 in St. Louis.

## Heren
Uitslagen per gewichtsklasse: 

### vlieggewicht (tot 47,6 kg)
| rang   | sporter         | land |
| ------ | --------------- | ---- |
| Goud   | George Finnegan | USA  |
| Zilver | Miles Burke     | USA  |

Slechts 2 deelnemers.

### bantamgewicht (tot 52,2 kg)
| rang   | sporter         | land |
| ------ | --------------- | ---- |
| Goud   | Oliver Kirk     | USA  |
| Zilver | George Finnegan | USA  |

Slechts 2 deelnemers.

### vedergewicht (tot 56,7 kg)
| rang   | sporter           | land |
| ------ | ----------------- | ---- |
| Goud   | Oliver Kirk       | USA  |
| Zilver | Frank Haller      | USA  |
| Brons  | Frederick Gilmore | USA  |

### lichtgewicht (tot 61,2 kg)
| rang   | sporter          | land  |
| ------ | ---------------- | ----- |
| Goud   | Harry Spanger    | USA   |
| Zilver | Jack Eagan       | USA * |
| Brons  | Russell van Horn | USA * |
| 4      | Peter Sturholdt  | USA   |
| 5      | Kenneth Jewett   | USA   |
| 5      | Joseph Lydon     | USA   |
| 5      | Arthur Seward    | USA   |
| DQ     | Carroll Burton   | USA   |

'*Uit onderzoek van olympische historici volgt dat Jack Eagan in 1905 is gediskwalificeerd en uit olympische uitslag is genomen. Dit omdat hij tijdens de Spelen niet onder zijn eigen naam, Frank Floyd, uitkwam. Dit was destijds niet toegestaan door de Amerikaanse boksorganisatie. Dit betekent dat in de lichtgewichtklasse het zilver gaat naar Russell van Horn en het brons naar Peter Sturholdt, allen Amerikanen. Eagan won bovendien gedeeld brons in het weltergewicht. De medailledatabase van het IOC houdt vooralsnog Eagan aan als medaillewinnaar.

### weltergewicht (tot 65,3 kg)
| rang   | sporter       | land  |
| ------ | ------------- | ----- |
| Goud   | Albert Young  | USA   |
| Zilver | Harry Spanger | USA   |
| Brons  | Jack Eagan    | USA * |
| Brons  | Joseph Lydon  | USA   |

### middengewicht (tot 71,7 kg)
| rang   | sporter           | land |
| ------ | ----------------- | ---- |
| Goud   | Charles Mayer     | USA  |
| Zilver | Benjamin Spradley | USA  |

Slechts 2 deelnemers.

### zwaargewicht (boven 71,7 kg)
| rang   | sporter          | land |
| ------ | ---------------- | ---- |
| Goud   | Samuel Berger    | USA  |
| Zilver | Charles Mayer    | USA  |
| Brons  | William Michaels | USA  |

## Medaillespiegel
| rang   | land             | goud | zilver | brons | totaal |
| ------ | ---------------- | ---- | ------ | ----- | ------ |
| 1      | Verenigde Staten | 7    | 7      | 5     | 19     |
| totaal | totaal           | 7    | 7      | 5     | 19     |